# Andranik Teymourian
Andranik Teymourian Samarani (en persa: آندرانیک تیموریان سامرانی‎; en armenio: Անդրանիկ Թեյմուրյան Սամարանի; Teherán, 6 de marzo de 1983) es un exfutbolista iraní de ascendencia armenia que jugaba de volante. Adherente a la iglesia apostólica armenia, es el primer y único cristiano en haber capitaneado a la selección iraní.

## Selección nacional
Ha sido internacional con la selección de fútbol de Irán, habiendo jugado 101 partidos internacionales y anotado 9 goles.
El 5 de mayo de 2014, Carlos Queiroz incluyó a Teymourian en la lista provisional de 28 jugadores con miras a la Copa Mundial de Fútbol de 2014.

### Participaciones en Copas del Mundo
| Mundial                        | Sede     | Resultado    |
| ------------------------------ | -------- | ------------ |
| Copa Mundial de Fútbol de 2006 | Alemania | Primera fase |
| Copa Mundial de Fútbol de 2014 | Brasil   | Primera fase |

### Goles internacionales
| # | Fecha                    | Lugar                                                        | Oponente             | Gol | Resultado | Competición                                                             |
| - | ------------------------ | ------------------------------------------------------------ | -------------------- | --- | --------- | ----------------------------------------------------------------------- |
| 1 | 22 de febrero de 2006    | Estadio Azadi, Teherán, Irán                                 | China Taipéi         | 1–0 | 4–0       | Clasificación para la Copa Asiática 2007                                |
| 2 | 18 dejulio de 2007       | Estadio Bukit Jalil, Kuala Lumpur, Malasia                   | Malasia              | 2–0 | 2–0       | Copa Asiática 2007                                                      |
| 3 | 12 de agosto de 2009     | Estadio Asim Ferhatović Hase, Sarajevo, Bosnia y Herzegovina | Bosnia y Herzegovina | 3–2 | 3–2       | Amistoso                                                                |
| 4 | 18 de noviembre de 2009  | Estadio Azadi, Teherán, Irán                                 | Macedonia del Norte  | 1–0 | 1–1       | Amistoso                                                                |
| 5 | 3 de septiembre de 2010  | Estadio Zhengzhou Hanghai, Zhengzhou, China                  | China                | 1–0 | 2–0       | Amistoso                                                                |
| 6 | 28 de septiembre de 2010 | Estadio Internacional de Amán, Amán, Jordania                | Omán                 | 2–2 | 2–2       | Campeonato de la WAFF 2010                                              |
| 7 | 2 de septiembre de 2011  | Estadio Azadi, Teherán, Irán                                 | Indonesia            | 3–0 | 3–0       | Clasificación para la Copa Mundial de 2014                              |
| 8 | 11 de octubre de 2011    | Estadio Azadi, Teherán, Irán                                 | Baréin               | 4–0 | 6–0       | Clasificación para la Copa Mundial de 2014                              |
| 9 | 8 de septiembre de 2015  | Estadio Sree Kanteerava, Bangalore, India                    | India                | 2–0 | 3–0       | Clasificación para la Copa Mundial de 2018 y para la Copa Asiática 2019 |

## Clubes
| Club                 | País       | Año       |
| -------------------- | ---------- | --------- |
| Oghab FC             | Irán       | 2002-2004 |
| Aboomoslem           | Irán       | 2004-2006 |
| Bolton Wanderers     | Inglaterra | 2006-2008 |
| Fulham               | Inglaterra | 2008-2010 |
| Barnsley FC (cedido) | Inglaterra | 2009      |
| Tractor Sazi FC      | Irán       | 2010-2011 |
| Esteghlal FC         | Irán       | 2011-2012 |
| Al Kharaitiyat SC    | Catar      | 2012-2013 |
| Esteghlal FC         | Irán       | 2013-2014 |
| Tractor Sazi FC      | Irán       | 2015      |
| Umm-Salal SC         | Catar      | 2015-2016 |
| Saipa FC             | Irán       | 2016      |
| Machine Sazi FC      | Irán       | 2016-2017 |
| Naft Tehran FC       | Irán       | 2017      |
| Gostaresh Foulad FC  | Irán       | 2017-2018 |
| Machine Sazi FC      | Irán       | 2018      |

## Palmarés
| Título     | Club           | País | Año  |
| ---------- | -------------- | ---- | ---- |
| Copa Hazfi | Esteghlal FC   | Irán | 2012 |
| Copa Hazfi | Naft Tehran FC | Irán | 2017 |

## Vida personal
El 18 de mayo de 2014, Teymourian capitaneó al conjunto iraní en un amistoso ante Bielorrusia, convirtiéndolo en el primer y único cristiano en haber llevado el brazalete de capitán de la selección iraní. Fue un suceso muy simbólico para las comunidades cristianas de Irán, una minoría religiosa de mucha tradición que representa a menos del 1% de la población del país.
Su hermano Serjik Teymourian, también futbolista y que había desarrollado la mayor parte de su carrera en el Esteghlal, sufrió un accidente automovilístico el 12 de julio de 2020, por el cual tuvo que ser hospitalizado en Teherán. El 29 de agosto se confirmó su fallecimiento a la edad de 46 años.